# Multicab

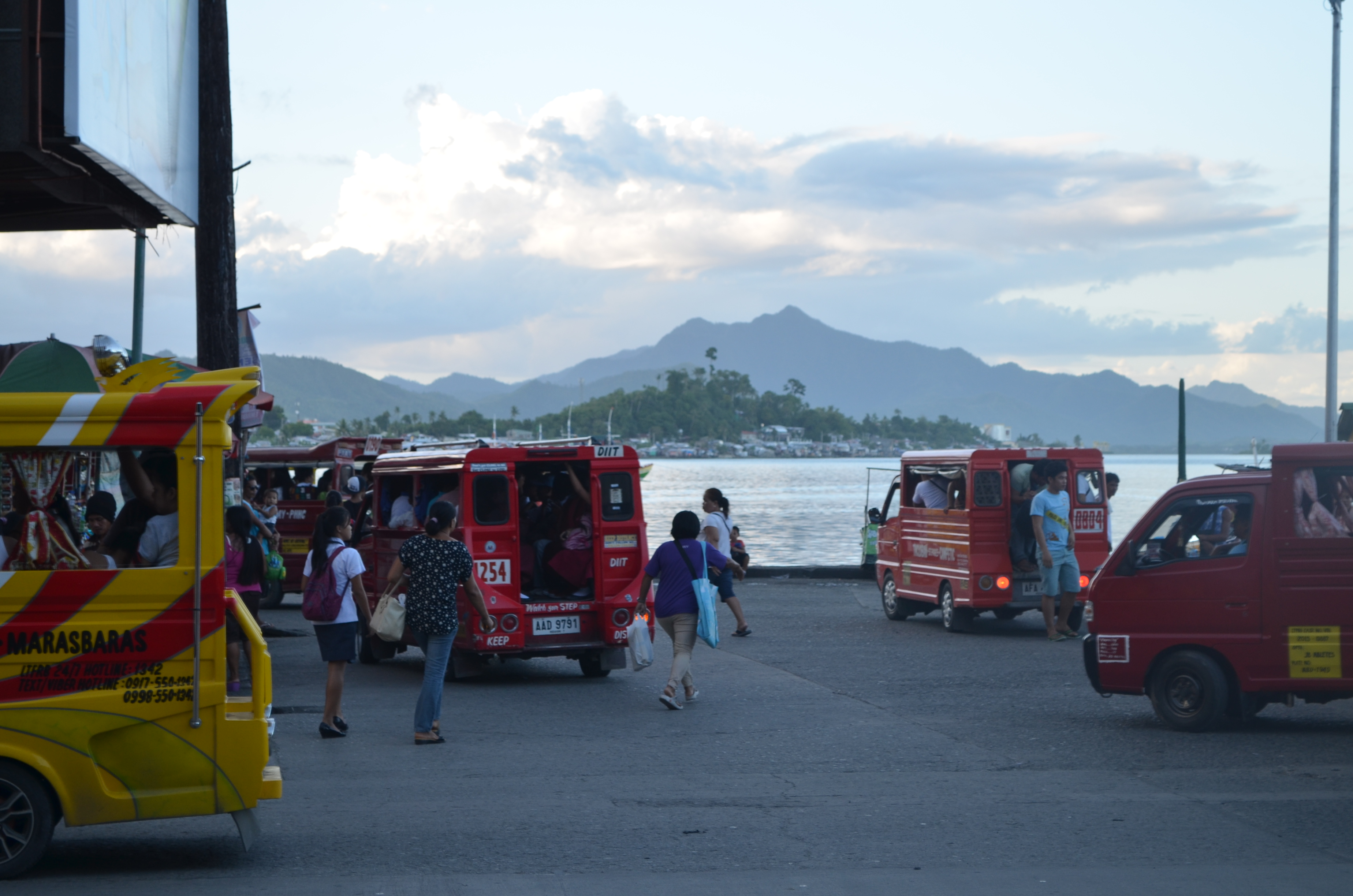
Multicabs in Tacloban, Leyte

Ein Multicab ist eine Art Kleinbus, der auf den Philippinen im Personentransport eingesetzt wird. Multicabs verkehren in der Regel auf festen Routen, wie auch die für die Philippinen bekannten Jeepneys, können aber auch für Individualfahrten mitsamt Fahrer angemietet werden. Auch Firmen und Behörden setzen Multicabs teilweise zum Transport von Mitarbeitern ein. In solchen Fällen findet sich in der Regel die Markierung „not for hire“ („nicht zu mieten“) am Fahrzeug, um diese privaten Multicabs von den im öffentlichen Personenverkehr eingesetzten zu unterscheiden. Die Kapazität eines Multicabs liegt je nach Bauart und Größe bei 10 bis 14 Personen. Die Fahrgäste sitzen auf längs zur Fahrtrichtung angebrachten Sitzbänken auf der überdachten Pritsche des Fahrzeugs, ein bis zwei weitere Personen finden in der Fahrerkabine neben dem Fahrer Platz. 

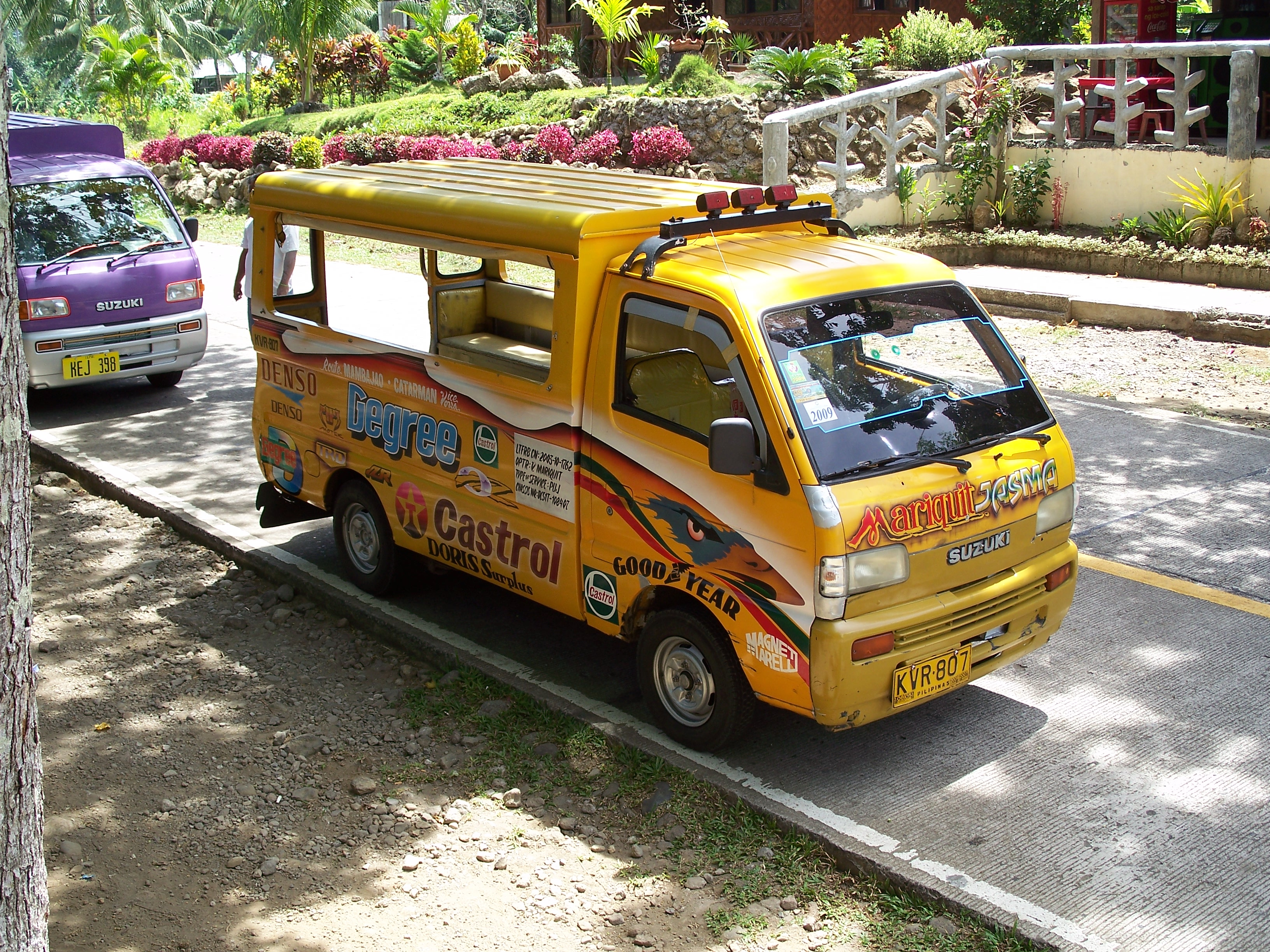
Multicabs in Camiguin

Die ersten Multicabs wurden ab 1992 von der in Cebu ansässigen Firma Porta Coeli Industrial Company, kurz PCIC, welche zur Norkis Gruppe gehört, gebaut. 1987 gegründet, hat PCIC diesen Fahrzeugtyp Anfang der 1990er Jahre entwickelt, wobei Multicab als Abkürzung für Multi Purpose Cab steht, zu Deutsch etwa Mehrzwecktaxi. Laut Norberto Quisumbing Jr., dem Vorsitzenden der Norkis Gruppe, entstand das Multicab aus einer Idee zur Aufwertung der auf den Philippinen im lokalen Personentransport häufig eingesetzten Tricycles. Anfangs wurden Multicabs nur aus importierten Fahrzeugteilen aus Japan und Südkorea gefertigt. Für den Antrieb sorgen überwiegend gebrauchte, aber generalüberholte Dreizylinder-Motoren mit 550 cm³- und 660 cm³ Hubraum von Suzuki und Daihatsu. Später etablierte sich der Name Multicab auch für aus Japan importierte Mini-Pickups. Beliebte Modelle sind heute beispielsweise der Suzuki XRM 125 und Suzuki LMM 376. Auf den Philippinen ist PCIC/Norkis bis heute der führende Hersteller von Multicabs. Gefertigt werden die Fahrzeuge von PCIC seit Beginn auf einem zwei Hektar großen Areal in Mandaue City, und seit 2002 zusätzlich in einem zweiten, größeren Werk im Ortsteil Cogon in Compostela.
Zunächst hauptsächlich in den Visayas und dann auch in Mindanao verbreitet, trifft man Multicabs heute auf den gesamten Philippinen an. Klein und wendig, daneben leise und umweltfreundlicher, ersetzen die Multicabs vor allem in den urbanen Bereichen der Großstädte Manila, Cebu City und Davao City zunehmend die traditionellen Jeepneys. Im Gegensatz zu den Jeepneys, welche in der Regel einzeln von Hand gefertigt werden, stammen Multicabs überwiegend aus industrieller Serienproduktion. 